# BSG Empor Velten
Die BSG Empor Velten war eine Betriebssportgemeinschaft der Sportvereinigung Empor in der nördlich Berlins liegenden Stadt Velten. Trägerbetrieb war das lokale Öl- und Margarinewerk. Die BSG Empor bestand aus mehreren Sektionen. Diese waren beispielsweise Rugby (genauer Rugby-Union), Rollsport, Rudern, Kegeln und Tischtennis. Nach der Auflösung der Betriebssportgemeinschaften 1990 gründeten sich die Rugbyspieler aus dem Gesamtverein den Veltener RC Empor 1969 aus.

## Rollsport
Die Sektion Rollsport bestand mindestens seit den frühen 1960er. Herausragendes Mitglied der Sektion war der achtfache DDR-Meister Klaus-Dieter Gutschmidt, der seit 1965 Mitglied der Sektion war. 1973 nahm er als Mitglied der Nationalmannschaft am Länderkampf der DDR mit Italien und Frankreich in Halberstadt teil und gewann Folgejahr 1974 in Erfurt seine ersten beiden Meistertitel über die Sprint- und die 10.000-Meter-Distanz, wobei er über die 500-Meter-Sprintstrecke einen DDR-Rekord aufstellte. Die folgenden Meistertitel gewann er nicht mehr als Mitglied der BSG Empor.

## Rugby
Die Sektion Rugby mit der Sportart Rugby Union wurde offiziell am 1. September 1969 gegründet. Diese Gründung ging auf Burkhard Schirmer zurück. Die Region nördlich Berlin war eine Hochburg des Rugbysports in der DDR, wobei Veltens Nachbarstadt Hennigsdorf den Spitzenklub beheimatete. Weitere Orte der näheren Umgebung hatten Mannschaften im Spielbetrieb, sodass es häufig zu Derbys kam: Hohen Neuendorf, Birkenwerder, Oranienburg, Leegebruch und Falkensee. Ab der Saison 1978 spielten die Veltener Rugbyspieler in der erstklassigen Oberliga. In den 1980er Jahren war Velten in die Spitzengruppe vorgedrungen. So erzielte man 1981 den dritten Tabellenplatz und erreichte im darauf folgenden Jahr die Vize-Meisterschaft. 1983 verlor die BSG Empor Velten das Finale um den Pokal des Deutschen Rugby-Sportverbandes gegen den Ortsnachbarn BSG Stahl Hennigsdorf mit 7:24. Weiterhin war die BSG im Jugend- und Schülerbereich erfolgreich und konnte mit seinem Nachwuchs mehrere Meisterschaften und Pokalsiege feiern. Erster Titel war die Meisterschaft 1974 im Jugendbereich. Die B-Schüler wurden 1977 und 1978 Meister und gewannen daneben 1977 wie auch die A-Schüler den Pionierpokal. Die A-Schüler gewannen 1981 und 1985 die Meisterschaft. Vier Spieler der BSG Empor Velten wurden in die Rugby-Union-Nationalmannschaft der DDR berufen.

## Weitere Sektionen
Kegeln existierte bei der BSG Empor Velten mindestens seit der Mitter der 1950er Jahre. Die Sektion Rudern bestand zwischenzeitlich, wurde aber noch vor Ende der DDR aufgelöst beziehungsweise wechselte in eine andere Sportgemeinschaft. Die Tischtennismannschaft war 1958 von der BSG Motor Leegebruch aufgrund finanzieller Probleme in die BSG Empor Velten gewechselt. Die nach Velten gewechselte Mannschaft spielte in der Bezirksliga.